# 大澤壽人
大澤壽人（1907年8月1日—1953年10月28日）是一位日本作曲家。人們對他的作品重新產生興趣，反映出他是當時最傑出的日本作曲家之一。

## 生平
他是二十世紀上半葉最重要的日本作曲家之一。他在神戶長大，學習鋼琴、管風琴和合唱。1930年，他移居美國，在波士頓大學和新英格蘭音樂學院跟隨弗雷德里克·康弗斯（Frederick Converse）和卡爾·麥金利（Carl McKinley）學習作曲，也師從阿諾·荀白克。
他的早期作品是在美國創作的：《小交響曲》、《第一號鋼琴協奏曲》、《第一號交響曲》和《低音提琴協奏曲》（獻給謝爾蓋·庫塞維茲基）。他是第一位指揮波士頓交響樂團的日本音樂家。1934年，他移居巴黎繼續學業，創作了第二號交響曲和第二號鋼琴協奏曲。
1936年，他回到日本，他的作品在日本引起了不同的反響，因為技術上對當時的日本管弦樂團來說太困難，而且風格相當現代。由於當時的國際緊張局勢日益加劇，他以作曲家的身份艱難謀生。1936年，他創作第三號交響曲，名為“日本建國交響曲”，獻給當時的裕仁天皇。1938年，他創作了第三鋼琴協奏曲，以飛機命名為“神風”。1940年，他創作了兩首清唱劇來慶祝天皇登基2600週年。
他也創作音樂劇和電影音樂。
第二次世界大戰結束後，大澤壽人在神戸女學院大學任教。他創作了輕音樂、薩克斯風和小號、爵士協奏曲，創建了一個管弦樂隊，並主持了自己的以管弦樂隊為特色的廣播節目。